# Lamprodila rutilans
Lamprodila rutilans es una especie de escarabajo del género Lamprodila, familia Buprestidae. Fue descrita científicamente por Fabricius en 1777.

## Distribución
Se distribuye por Suiza, Francia, Austria, Chequia, Alemania, Noruega, Italia, Polonia, Rusia, Ucrania, Eslovaquia, Bulgaria, Brasil, Argelia, España, Croacia, Hungría, Lituania, Macedonia del Norte, Serbia, Suecia y Siria. La especie se mantiene activa durante todos los meses del año excepto en octubre.